# Afrobrianax vittaticollis
Afrobrianax vittaticollis is een keversoort uit de familie keikevers (Psephenidae). De wetenschappelijke naam van de soort werd in 1934 gepubliceerd door Maurice Pic.